# الإسلام في بوروندي
الإسلام هو دين أقلية في بوروندي حيث يتبع حوالي 90 بالمائة من السكان إلى المسيحية. يُعرّف ما بين 2-5 في المائة من السكان بأنهم مسلمون وفقًا لتقدير وزارة الخارجية الأمريكية في عام 2010. في نفس العام قدر مركز بيو للأبحاث أن هناك 230 ألف مسلم في بوروندي، أي ما يعادل 2.8 في المائة من سكان بوروندي البالغ عددهم 8.4 مليون نسمة. بوروندي حسب الدستور دولة علمانية ولكن يعدّ عيد الفطر من الأعياد الوطنية في البلد.
أصدرت "جمعيةُ التعليم والتنمية" تقريرها السنوي لأهم نتائج المشاريع والقوافل الدعوية والإنجازات التعليمية التي قامت بها في دولة بوروندي على مدار عام 2022م التي لاقت نجاحًا كبيرًا وأظهر التقرير عددًا من النجاحات؛ حيث بلغ عددُ المسلمين الجدد 11602 مسلمًا

## وصول الإسلام
وصل الإسلام لأول مرة إلى بوروندي من ساحل شرق إفريقيا من خلال التجار العرب في أواخر القرن التاسع عشر. مُنع العرب من دخول مملكة بوروندي من خلال حملة مقاومة ناجحة قادها الملك موزي الرابع جيزابو. ولكن أقاموا مستوطنات في أوجيجي وأوفيرا بالقرب من الحدود الحالية للبلاد. زاد عدد المسلمين في بوروندي تحت الحكم الاستعماري الألماني (1894-1916) وفضلت الإدارة الألمانية استخدام اللغة السواحيلية التي يتحدث بها السكان المسلمون في الغالب على اللغة الكيروندية. في وقت اندلاع الحرب العالمية الأولى كان أغلبية سكان أوسومبورا (الآن بوجومبورا) من المسلمين. تراجعت نسبة المسلمين تحت الحكم الاستعماري البلجيكي (1916-1962) نتيجة زيادة حملات التنصير (خاصة الكاثوليكية) وجلب البورونديين غير المسلمين إلى المدن.

## مناطق المسلمين
اليوم السكان المسلمون متحضرين بشدة ويتركزون في بوجومبورا، وكذلك مدن جيتيغا ورومونجي. الغالبية العظمى من المسلمين سنة بينما هناك أقلية صغيرة من الشيعة والإباضية. معظمهم من المتحدثين باللغة السواحيلية على الرغم من أنهم قد يتحدثون لغات وطنية أخرى أيضًا. ينتمي المسلمون البورونديون الأصليون إلى كلتا المجموعتين العرقيتين الرئيسيتين في البلاد (الهوتو والتوتسي) وتجنبوا إلى حد كبير التورط في الإبادة الجماعية البوروندية وغيرها من أعمال العنف العرقية منذ الاستقلال. ولكن فإن هناك نسبة من المسلمين من المهاجرين الجدد إلى البلاد من غرب إفريقيا وجمهورية الكونغو الديمقراطية والشرق الأوسط وباكستان.

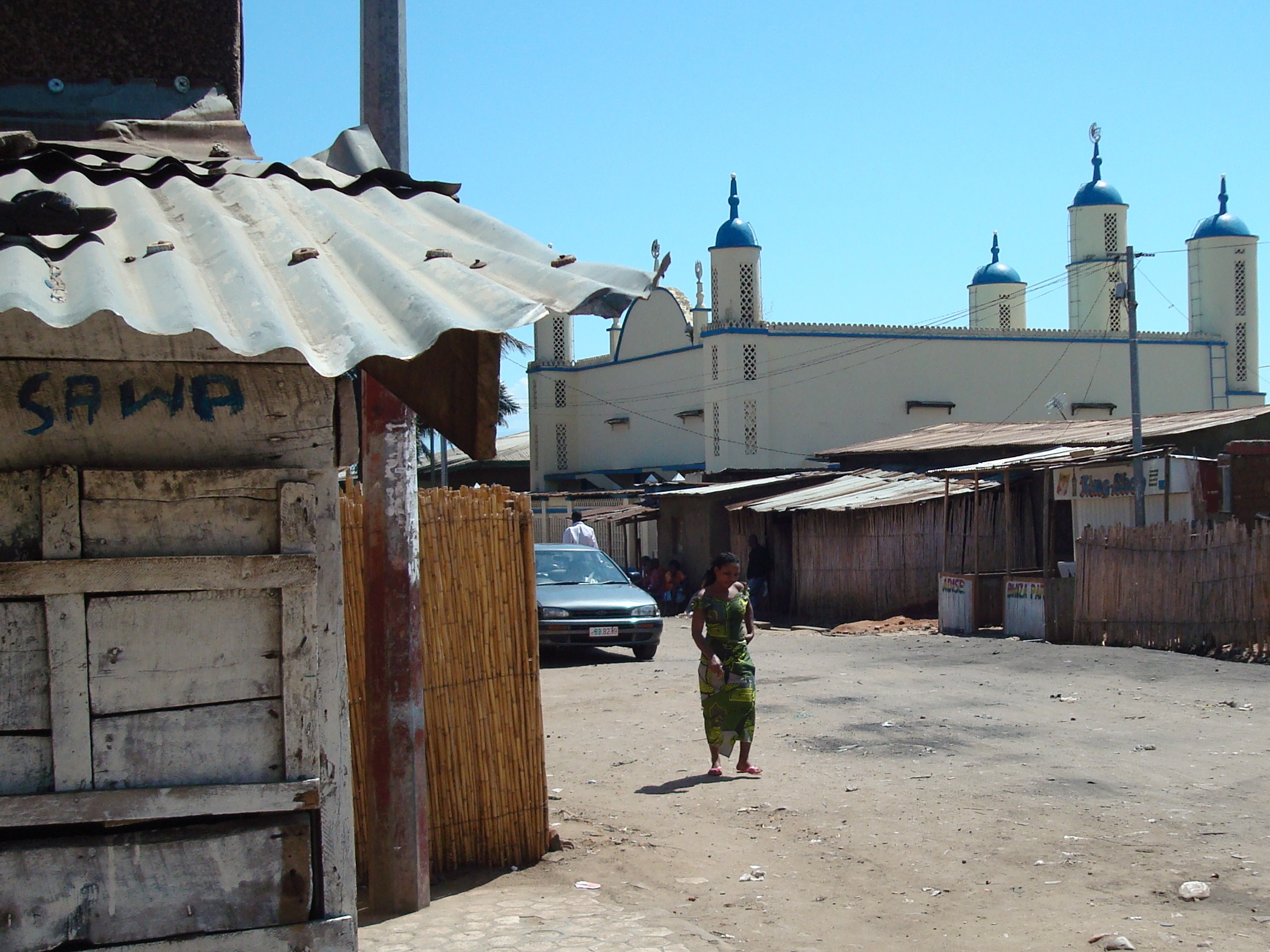
مسجد في العاصمة بوجمبورا

جمهورية بوروندي علمانية رسميًا، عيدي الفطر والأضحى من الأعياد الوطنية في البلاد. على الرغم من تشكيلهم نسبة صغيرة من السكان شغل المسلمون مناصب عليا في السياسة والمجتمع البوروندي، وخاصة منذ نهاية الحرب الأهلية البوروندية.

### الهيئات الإسلامية
يوجد العديد من الهيئات الإسلامية منها الجمعية الإسلامية وتأسست عام 1943م في عهد الاستعمار البلجيكي ولهذا رفضت السلطات الأعتراف بها آنذاك. وتوجد الجمعية الأفريقية أسمابو والجمعية العربية الإسلامية أمابو وجمعية الدعوة الإسلامية والرابطة الإسلامية التي تضم المنظمات الإسلامية. وتعتر جمعية الدعوة الإسلامية العالمية من أهم المنظمات الفاعلة في بورندي حيت لها علاقات جيدة من الحكومة والمسلمين وقد ساهمت في إنشاء الجامعة الإسلامية بويزا وإذاعة المرئية والمسموعة وقدمت القوافل الطبية والأنشطة الدعوية والثقافية وقامت بتوزيع الكتب لبرنامج تعليم اللغة العربية وهنا وجب التنوية لمجهودات الإستأد جمال محمود البغدادي مدير مكتب الجمعية الدعوة الإسلامية العالمية بوروندى ومنطقة البحيرات لما كان مايتمتع بة من علاقات جيدة مع المنظمات الحكومية والغير حكومية كان له الفضل في افتتاح مكتب للجمعية الدعوة في بوروندي وتوقيع اتفاقية بين وزارة الخارجية وجمعية الدعوة الإسلامية وكان حضورة دائماً في المحافل الدينية والحكومية قد اعطا دفعا قوي للتحرك للعمل في مجال الدعوة وبناء المدارس والمساجد والجامعة الإسلامية في وسط العاصمة بوجمبورا والمسجد والمدرسة في رومنقي.